# Desire path

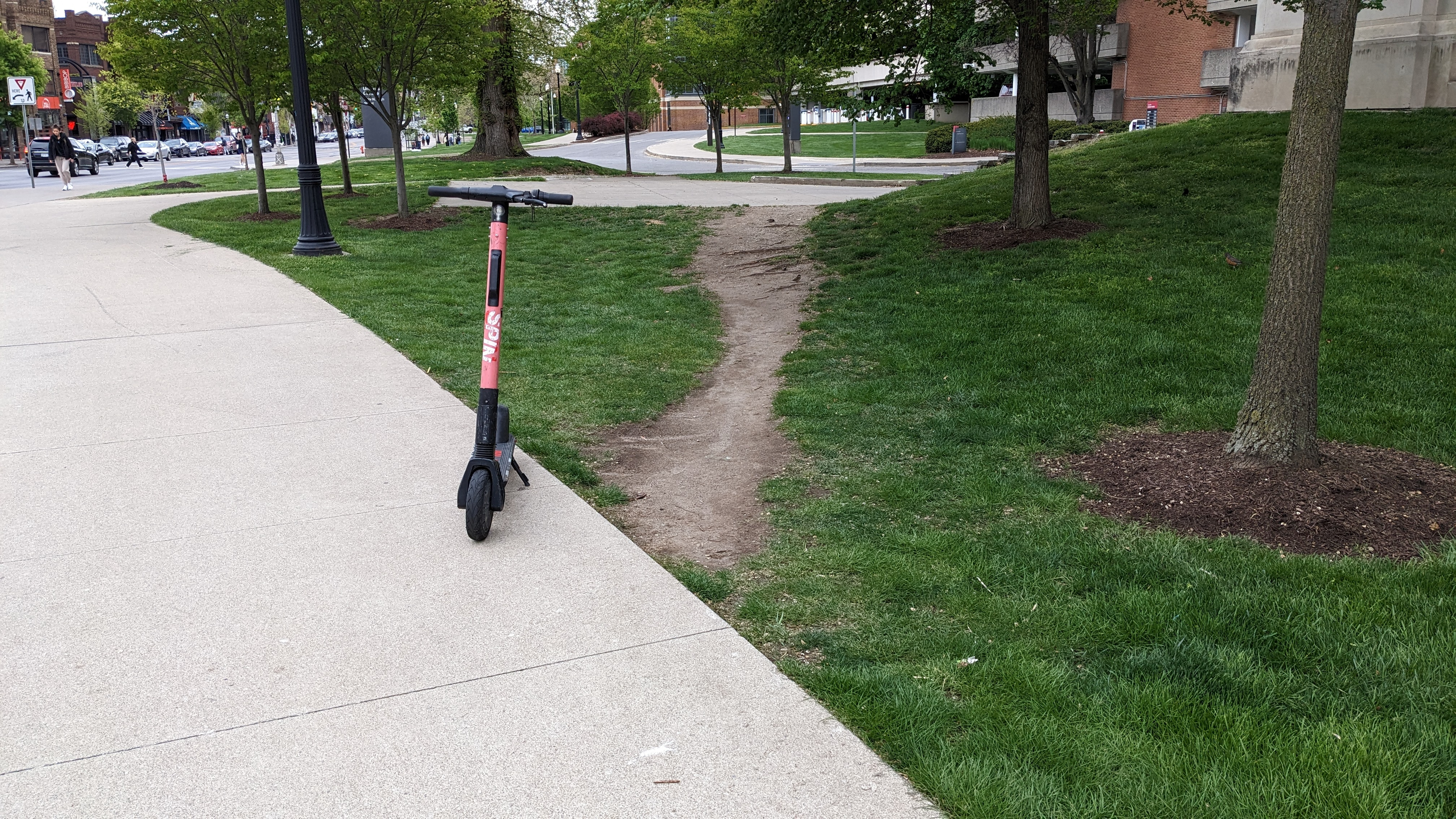
Ein Wunschpfad zwischen asphaltierten Wegen an der Ohio State University, der durch häufige Nutzung entstanden ist.

Der Begriff Wunschpfad (englisch desire path), auch bekannt als Wunschlinie (desire line), stammt aus der Landschaftsarchitektur und beschreibt inoffizielle Pfade, die entstehen, wenn Menschen angelegte Wege umgehen, um effizientere oder bevorzugte Routen zu nutzen. Diese Trampelpfade bilden sich oft durch wiederholtes Begehen von Grasflächen oder unbefestigten Flächen und führen mit der Zeit zu sichtbaren Erosionsspuren.
Der Schriftsteller J. M. Barrie beschrieb diese Pfade als „Wege, die sich selbst erschaffen“.

## Entstehung und Beobachtung
Wunschpfade entstehen durch die spontanen Entscheidungen von Individuen oder Gruppen, die von anderen nachgeahmt und weiter genutzt werden.
Die Entstehung von Wunschpfaden ist vor allem in weniger dicht bebauten Gebieten wie Universitätsgeländen oder Parks deutlich sichtbar. In stark urbanisierten Innenstadtbereichen hingegen sind sie aufgrund der starken Versiegelung und vorgegebener Wegeführung schwerer zu erkennen.
Einige dieser Pfade sind so stark ausgeprägt, dass sie sogar auf Satellitenbildern wie Google Maps erkennbar sind.

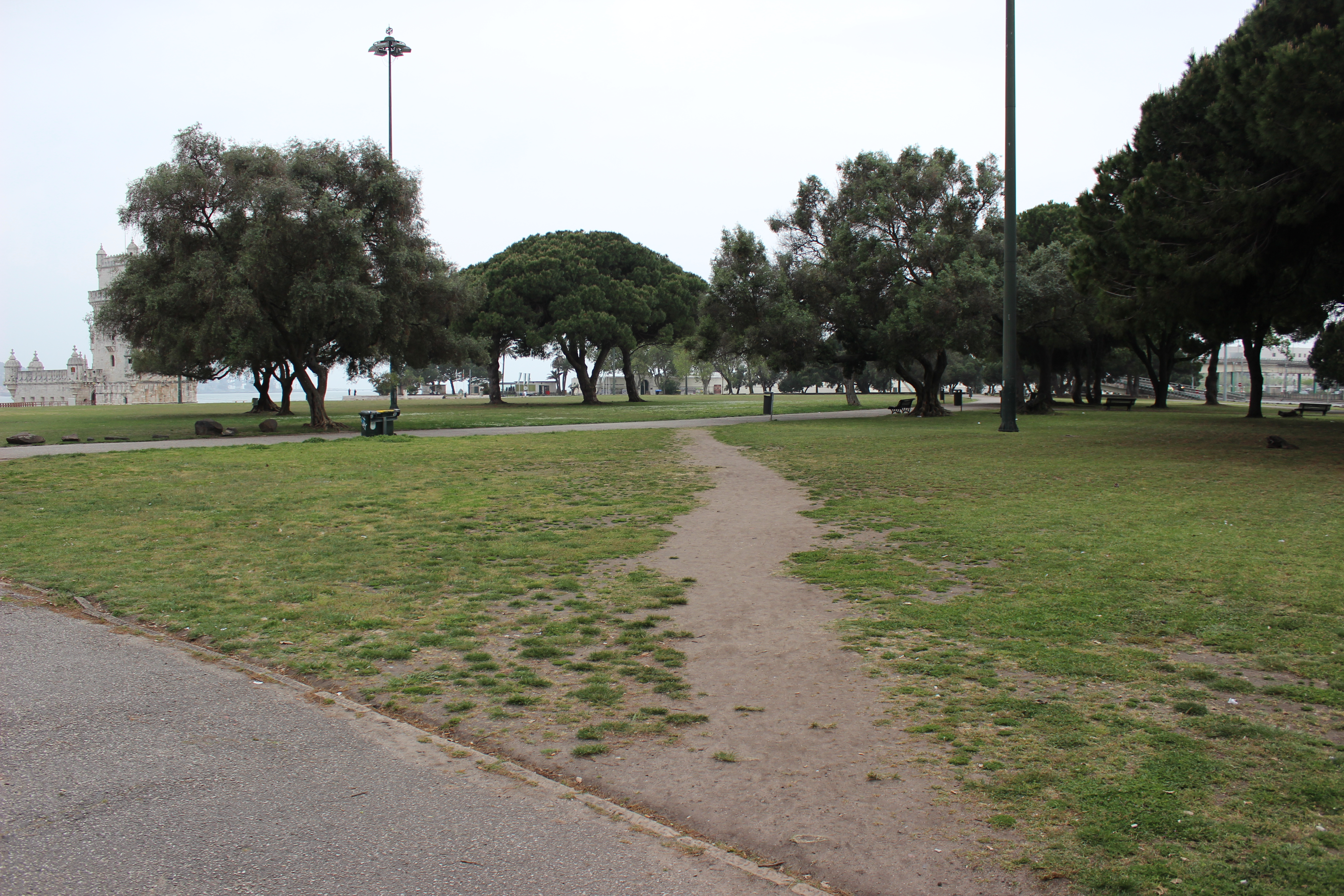
Ein weiterer Wunschpfad

## Planerischer Umgang
Einige Landschaftsarchitekten und Stadtplaner betrachten Wunschpfade als wertvolles Feedback, um Designs und Nutzerfreundlichkeit zu verbessern. Sie nutzen diese informellen Wege, um zukünftige Planungen anzupassen oder bestehende Räume zu optimieren. Ein bekanntes Beispiel sind die fahrradfreundlichen Umgestaltungen in Kopenhagen, die sich an den tatsächlichen Bewegungsmustern der Menschen orientieren. Zur Analyse und Bewertung solcher Optimierungen werden unter anderem Methoden wie die agentenbasierte Modellierung, die Untersuchung von Flüssen und Schnitten in Netzwerken sowie die Maximum-Entropie-Methode eingesetzt.

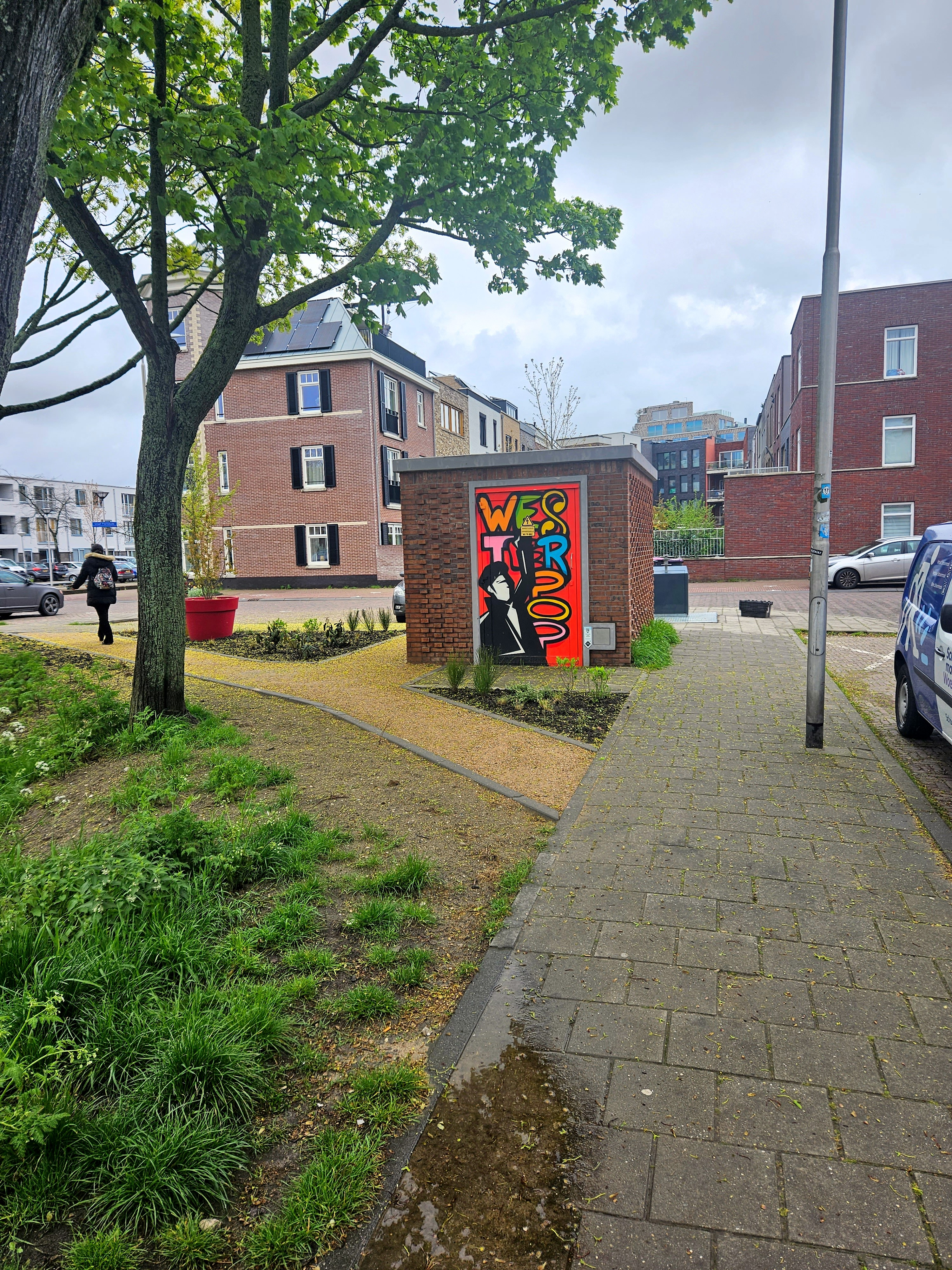
Ein angepasster Wunschpfad in Delft, Niederlande, der mit einer Pflasterung verstärkt und in eine Strauchpflanzung integriert wurde, um die natürliche Nutzung durch Fußgänger zu unterstützen und gleichzeitig die Umgebung zu schützen.

Ein Beispiel für die Integration von Wunschpfaden in die Infrastruktur findet sich beim National Institutes of Health in den USA, wo zwischen den 1960er und 1980er Jahren entstandene Wunschpfade asphaltiert und in das offizielle Wegenetz aufgenommen wurden. Ein deutsches Beispiel ist die Kunsthochschule Kassel, an der der Künstler David Harding Wunschpfade durch das Verlegen von Platten befestigte und so in die Gestaltung des Geländes integrierte.
Andere Planer sehen Wunschpfade jedoch als unerwünscht an und versuchen aktiv, ihre Entstehung zu verhindern. Dies geschieht beispielsweise durch den Einsatz von Barrieren, Bepflanzungen oder gezielter Lenkung der Nutzer.

## Konklusion
Fußgänger, die diese Pfade nutzen, wählen den Weg des geringsten Widerstands. Diese Pfade zeigen damit, dass die vorhandenen Routen die Bedürfnisse der Nutzer nicht ausreichend erfüllen, und weisen auf Möglichkeiten hin, die offiziellen Wege zu optimieren.
Laut Kulturgeographen können Wunschpfade auch als eine Form des sozialen Protests verstanden werden, um sich gegen dominierende urbane Designs zu widersetzen. Sie dienen als Ausdruck des Wunsches, gehört zu werden und Einfluss auf die Gestaltung des öffentlichen Raums zu nehmen.
In Gegenden mit geringer oder schlecht ausgeprägter Infrastruktur, die aufgrund mangelnder Fußgängerfreundlichkeit als gesundheitsschädlich angesehen wird, kann die Entstehung von Wunschpfaden dazu beitragen, die Situation zu verbessern und die Gesundheit der Einwohner zu fördern.

## Beispiele für Wunschpfade

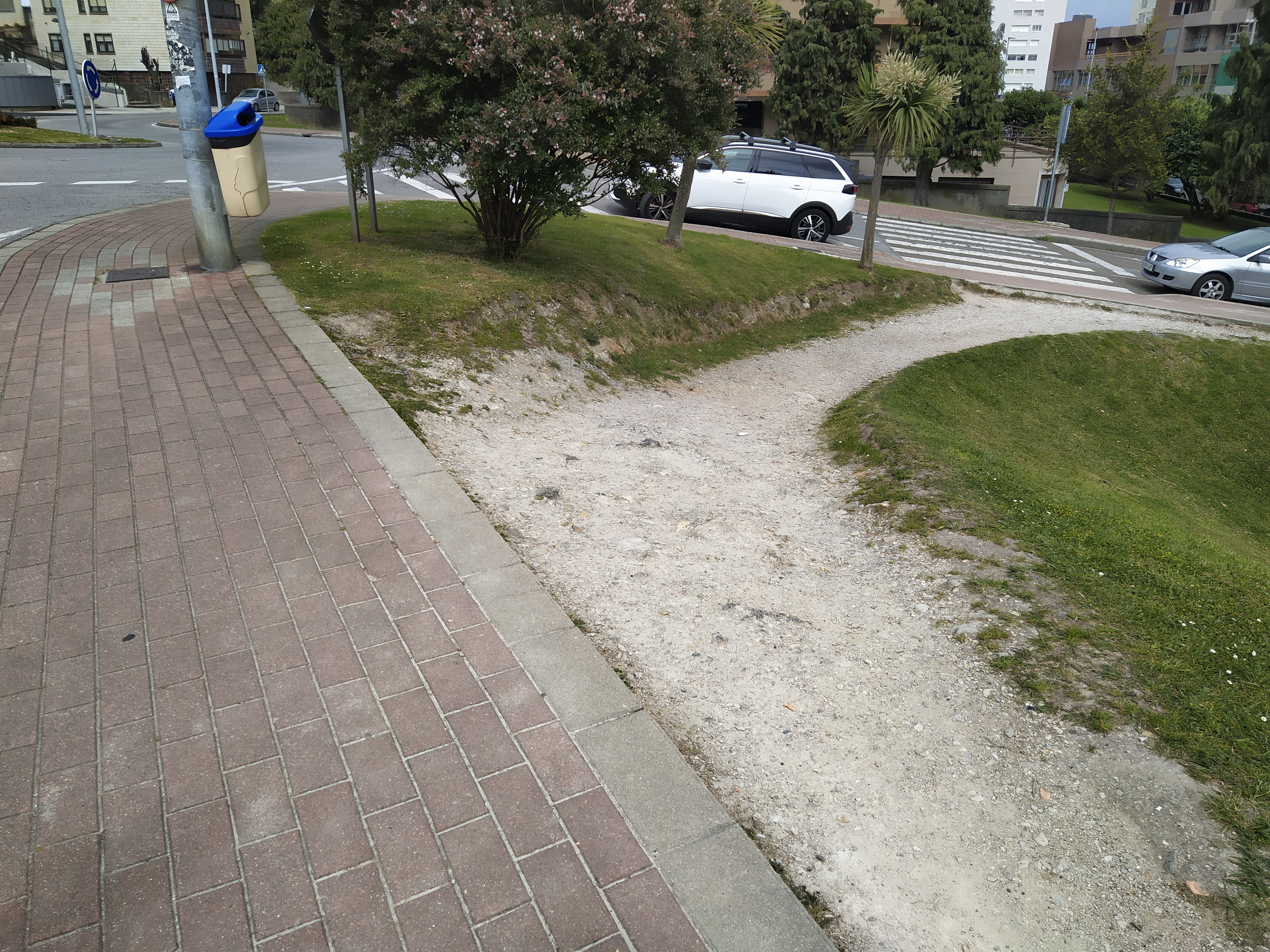
Wunschpfad in Santander, Spanien
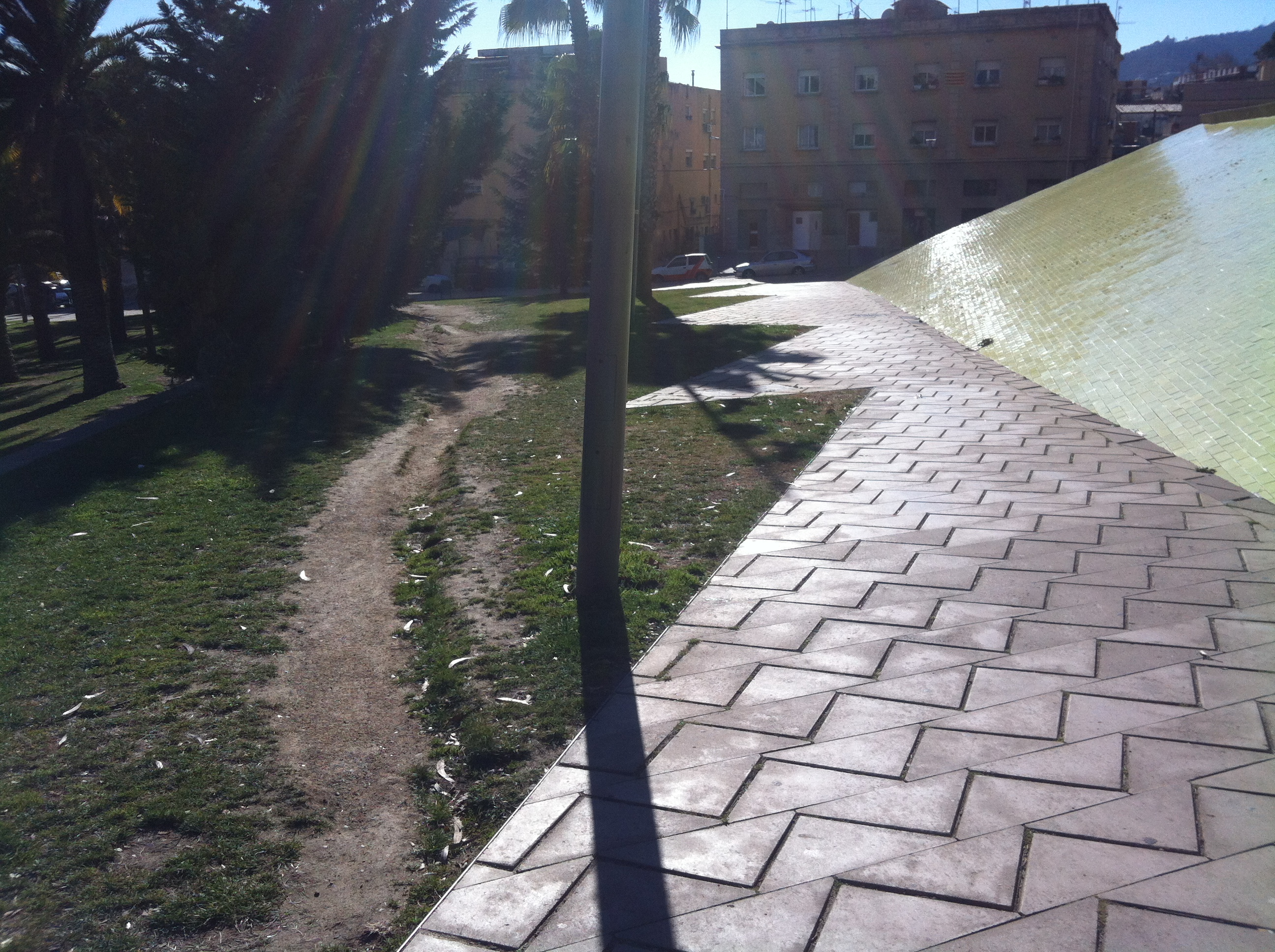
Wunschpfad in Barcelona, Spanien
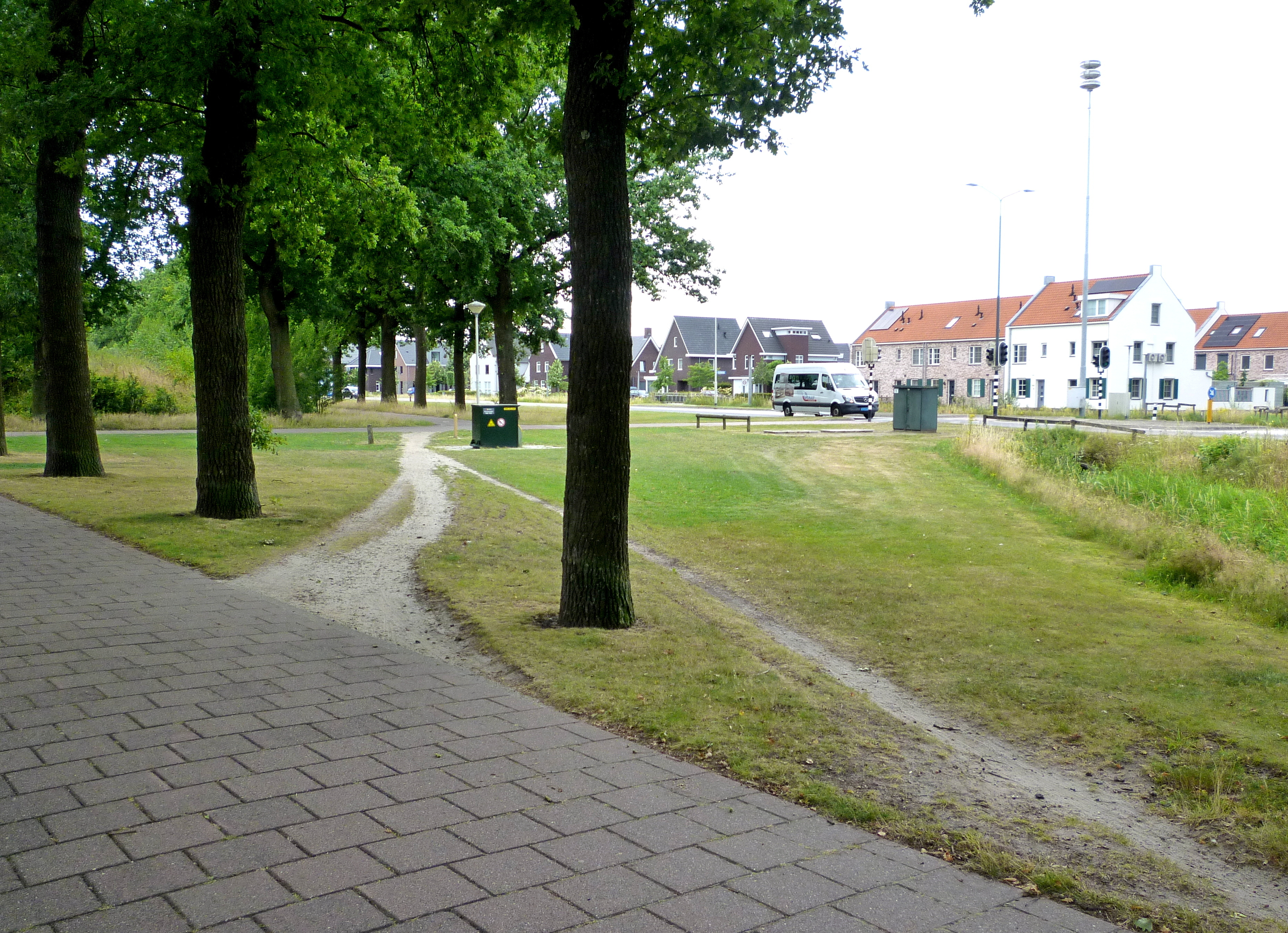
Wunschpfade in Deurne, Niederlande
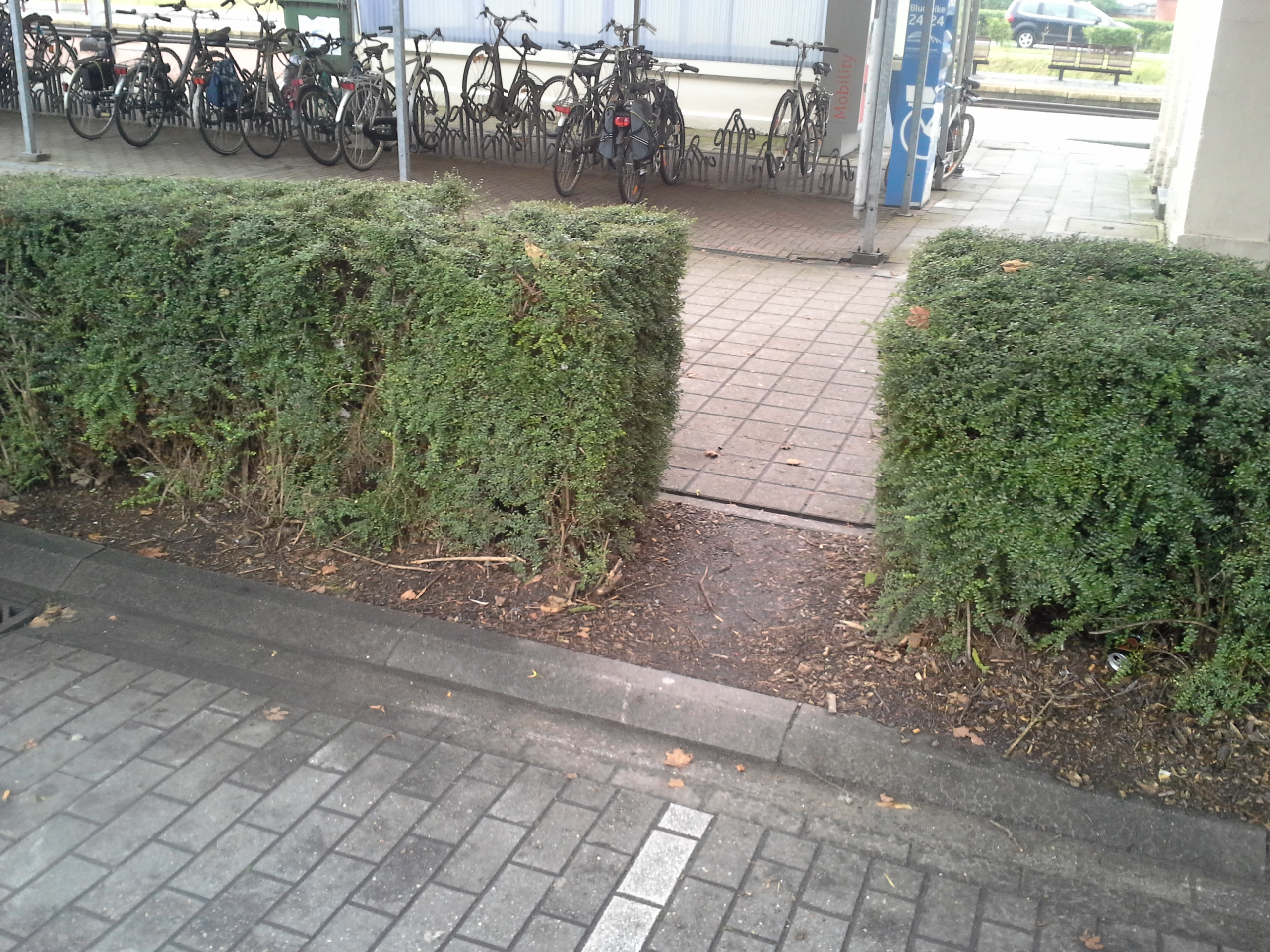
Wunschpfad durch ein Gebüsch an der Zugstation in Asse, Belgien